# Măgura, Bacău
Măgura là một xã thuộc hạt Bacău, România. Dân số thời điểm năm 2002 là 3986 người.